# Oroperipatus corradoi
Oroperipatus corradoi är en klomaskart som först beskrevs av Lorenzo Camerano 1898.  Oroperipatus corradoi ingår i släktet Oroperipatus och familjen Peripatidae. Inga underarter finns listade i Catalogue of Life.